# L'Esguard
L'Esguard, Organització de Dones Independentistes d'Esquerres fou una organització de dones independentista i d'esquerres. Es fundà el 1994, impulsada per les dones de Catalunya Lliure i Maulets. Es dissolgué el 1997, després que ho fes Catalunya Lliure. Algunes de les militants crearen posteriorment les Dones Revolucionàries per la Unitat d'Acció, vinculada a la Plataforma per la Unitat d'Acció.

## Història
Es fundà en l'assemblea constituent del 15 de febrer de 1994, impulsada per les dones de Catalunya Lliure i la seva organització de joves, Maulets. Tingué presència en comarques com l'Horta, el Barcelonès, el Baix Camp, el Vallès Oriental i Occidental, el Maresme, el Baix Llobregat o el Segrià, i mantingué contactes amb organitzacions diverses com el Front d'Alliberament Gai de Catalunya, l'MDT-IPC o Egizan, l'organització de dones de la KAS. La seva fundació suposà un augment de la consciència feminista tant a Catalunya Lliure com a Maulets, que organitzaren a les Cotxeres de Sants campanyes com «Catalunya, un poble en lluita per la seva llibertat» o «Els colors de la lluita», on es tractaren temes com el feminisme, l'homosexualitat o la transsexualitat. L'Esguard considerava que el subjecte de la lluita feminista era la dona treballadora: «tota dona que desenvolupa una feina, sigui o no remunerada». Un dels debats interns que hi hagué a l'organització fou si la fi del capitalisme implicaria la fi del patriarcat. L'organització considerava que «el patriarcat és la forma d'opressió més antiga i bàsica, anterior al capitalisme» i que «la superació d'aquest no implica necessàriament la desaparició del patriarcat».
 El principal problema que afectà L'Esguard fou l'oposició del Partit Socialista d'Alliberament Nacional (PSAN), el partit impulsor de Catalunya Lliure, a la fundació d'una organització específicament de dones. De fet, el PSAN també discrepava amb el nucli de Maulets del Barcelonès per diverses qüestions ideològiques, entre les quals hi havia que Maulets del Barcelonès considerava l'opressió de classe al mateix nivell que la de gènere. Això acabà provocant l'expulsió d'aquest nucli, que creà la Plataforma per la Unitat d'Acció (PUA). Finalment, el PSAN abandonà Catalunya Lliure el 1995 i Maulets també ho feu poc després. Això provocà la dissolució de Catalunya Lliure el 1996 i la de L'Esguard el 1997. Alguns membres de Catalunya Lliure passaren a la PUA i algunes militants de L'Esguard fundaren les Dones Revolucionàries per la Unitat d'Acció (DRUA), vinculada a la PUA. Malgrat que inicialment la PUA critiqués la necessitat de l'existència de la DRUA, acabà assumint la lluita antipatriarcal com a eix estratègic. La DRUA organitzà manifestacions pel Dia de la Dona Treballadora el 8 de març i el Dia per l'Alliberament LGBTI el 28 de juny.